# Christian Wieczorek
Christian Wieczorek (* 9. Dezember 1985 in Bielefeld) ist ein ehemaliger deutscher Fußballspieler. Der Mittelfeldspieler stand zuletzt beim Liechtensteiner Klub FC Vaduz unter Vertrag.
Wieczorek kam 1998 vom VfL Schildesche in die Jugend von Arminia Bielefeld. 2004 rückte der Mittelfeldspieler in den Profikader auf, wurde aber nur in der 2. Mannschaft des Klubs eingesetzt, für die er sechs Tore in 19 Spielen in der Regionalliga Nord erzielte. Auch in seiner zweiten Saison im Erwachsenenbereich kam er zu keinem Pflichtspiel bei den Profis und wechselte im Sommer 2006 nach Liechtenstein zum FC Vaduz, die für Wieczorek 25.000 Euro Ausbildungsentschädigung zahlten.
Mit Vaduz wurde er 2008 Schweizer Zweitligameister und stieg mit dem Verein in die Axpo Super League auf. Zudem gewann man 2007 und 2008 den Liechtensteiner Cupwettbewerb.
Nach einem Schädelbruch im April 2008 beendete er im Oktober desselben Jahres auf Anraten seiner Ärzte seine Karriere.